# Vivi Reis
Viviane da Costa Reis (Belém, 5 de agosto de 1991) es una fisioterapeuta, educadora popular, feminista y activista política brasileña, afiliada al Partido Socialismo y Libertad (PSOL). Fue diputada federal por Pará desde el 1 de enero de 2021 hasta el 1 de febrero de 2023.

## Trayectoria
En 2013 se graduó en fisioterapia por la Universidad Estadual de Pará (UEPA), con especialización en 2016 por la Universidad Federal de Pará (UFPA), fue la primera mujer de su familia en ingresar a una universidad. Se unió al PSOL en 2011 y participó en movimientos sociales en su barrio, en la iglesia y en la escuela. En el movimiento estudiantil, participó en el Directorio Central de Estudiantes de la UEPA. Es educadora en la Rede Emancipa.
Su primera experiencia electoral fue en 2018, cuando postuló a diputada federal y obtuvo 22.297 votos, convirtiéndose en la primera suplente del partido. En las elecciones municipales de 2020, fue la mujer más votada en Belém para el cargo de concejala, siendo elegida con 9.654 votos.
Con la elección del entonces diputado federal Edmilson Rodrigues como alcalde de Belém, Vivi Reis tomó posesión de su escaño en la Cámara de Diputados el 1 de enero de 2021, convirtiéndose en la primera diputada de Brasil negra, mujer y LGBT, ya que se declaró como bisexual.

## Resultado electoral
| Año  | Elección               | Coalición                            | Partido                               | Candidata a      | Votos          | Resultado |
| ---- | ---------------------- | ------------------------------------ | ------------------------------------- | ---------------- | -------------- | --------- |
| 2018 | Estado en Pará         | Juntos para Mudar (PSOL / PPL / PCB) | Partido Socialismo e Liberdade (PSOL) | diputada federal | 22,297 (0,64%) | Suplente  |
| 2020 | Municipalidad de Belém | PSOL                                 | PSOL                                  | Concejal         | 9.645 (1,32%)  | Electa    |
| 2022 | Estado en Pará         | Federação PSOL REDE                  | PSOL                                  | diputado federal | 53.353 (1,18%) | No electa |